# Едмунд Валтман
Едмунд Валтман (ест. Edmund Sigfried Valtman, англ. Edmund S. Valtman; 31 травня 1914, Таллінн, Естонія — 12 січня 2005, Блумфілд, Коннектикут, США) — американський художник — карикатурист естонського походження, в 1962 році удостоєний  Пулітцерівської премії за карикатури.

## Біографія

### До еміграції
Народився в Таллінні (тоді — Ревелі), в  естонській родині. Свої перші карикатури він продав у віці 15 років дитячому журналу Laste rõõm. Згодом він працював карикатуристом у редакціях газет Eesti Sõna і Maa Sõna, паралельно здобуваючи освіту в Талліннській школі мистецтв і прикладних мистецтв.
Після того, як частини Червоної армії окупували територію Естонії в 1944 році, Валтман і його дружина втекли за межі країни. Наступні чотири роки вони провели в таборі для переміщених осіб на території Тризонія, контрольованій союзниками. В 1949 році вони вирушили в  США.

### В США

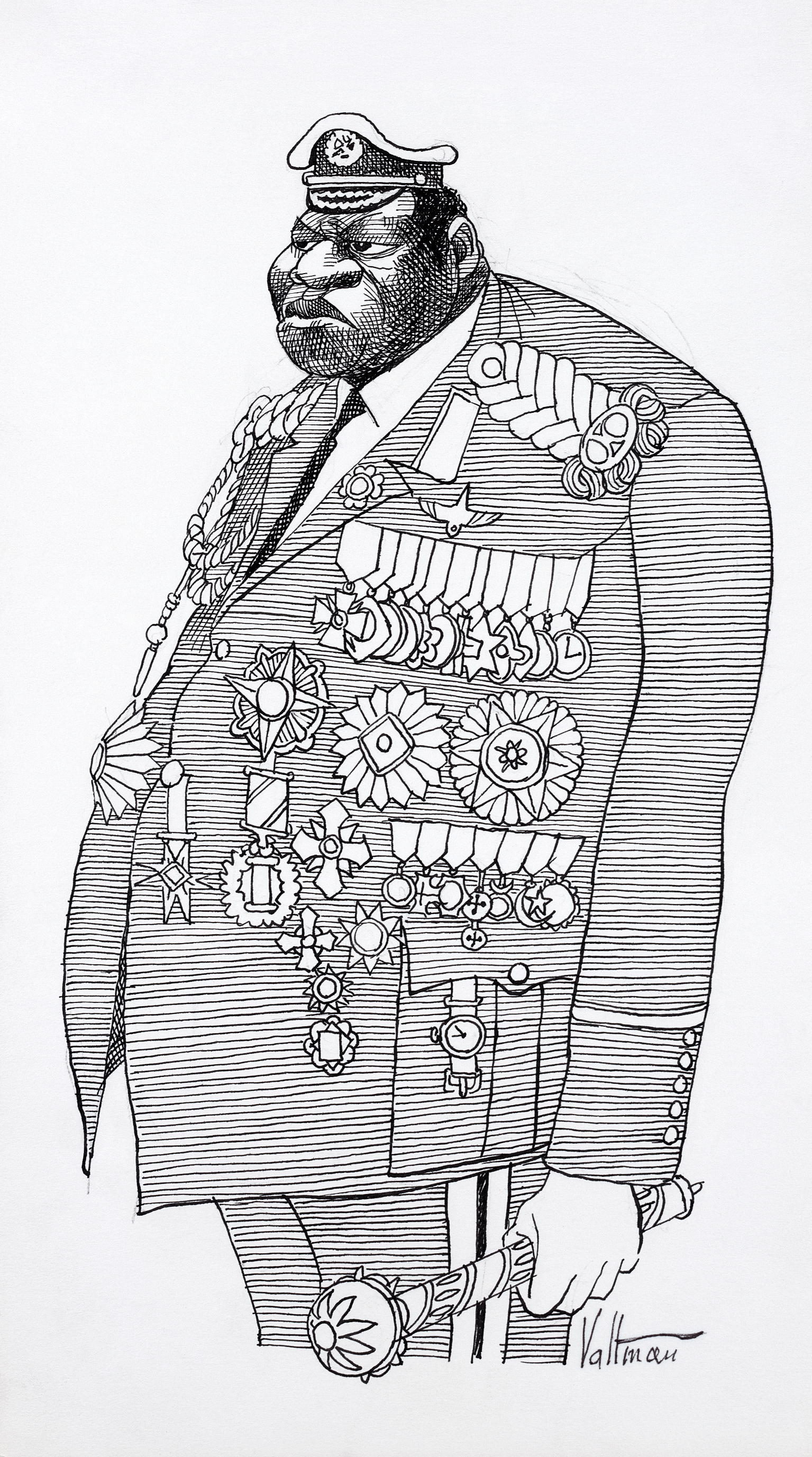
Карикатура на Іді Аміна роботи Валтмана (1977)

Проживаючи в США, Валтман з 1951 року працював у газеті The Hartford Times аж до свого виходу на пенсію в 1975 році. Він здобув широку популярність завдяки своїм політичним карикатурам на тему  Холодної війни і, зокрема, комунізму. Героями карикатур Валтмана були Фідель Кастро, Микита Хрущов, Леонід Брежнєв, Михайло Горбачов, Іді Амін, Річард Ніксон, Голда Меїр, Менахем Бегін, Анвар Садат, Мао Цзедун та інші світові лідери.
За свою карикатуру, присвячену подіям 31 серпня 1961 року (розрив СРСР радянсько-американського мораторію на ядерні випробування), наступного року Валтман отримав Пулітцерівську премію.
Валтман помер у своєму будинку в Блумфілді, (штат Коннектикут) в 2005 році.